# Медресе Ширгази-хана
Медресе Шергази-хана (узб. Sherg'ozixon madrasasi) — архитектурный памятник, здание медресе в историческом центре Хивы (Узбекистан), воздвигнутое в 1719—1726 годах на средства и по приказу узбекского правителя Шергази-хана. Расположено в центре Ичан-Калы, перед входом в Мавзолей Пахлаван Махмуда.
Строение медресе Шергази-хана было начато в момент похода хана в Хорасан в 1719 году. После смерти сам хан был похоронен в небольшой погребальной камере на западе своего медресе.
Основные помещения медресе сообщаются друг с другом. В здании имеется второй этаж. При входе через большой портал расположено помещение, через которое устроены проходы в мечеть и залы аудиторий (дарсхана), перекрытые куполами. В верхней части располагался ряд худжр для студентов. В них были специальные полки, ниши для посуды, другой утвари. Перед комнатами первого этажа возведена терраса (айван), а в центре двора устроен небольшой водоём. Медресе не сохранило своей декорации либо её вовсе не было.
Согласно сведениям письменных источников, Шергази-хан сделал много полезного для тех, кто желал учиться, постоянно пребывал в беседах с учёными и богословами. Как сообщается в посвятительном тексте этого медресе, историки и поэты назвали это здание «Маскан-и фазилан» («Обитель для учёных»). Эта фраза параллельно стала хронограммой к дате строительства. Иными словами, числовое значение букв этой фразы (абджад) давало искомую дату. С тех пор это название стало вторым для медресе. В нём учился ряд знаменитых личностей эпохи, таких, как туркменский поэт Махтумкули, знаменитый казахский суфий и поэт Бекет-ата, великий каракалпакский поэт Ажинияз.